# 标准剧院
标准剧院（Criterion Theatre）是一个西区剧院，位于英国伦敦西敏市皮卡迪利圆环。这是一座II*级登录建筑，拥有588个座位。
该剧院于1874年3月21日开幕。建筑师Thomas Verity，法国文艺复兴风格。